# Ніч (фільм, 1990)
«Ніч» («Ночь») — радянський художній фільм 1990 року, знятий режисером Геннадієм Сидоровим на кіностудії «Едельвейс».

## Сюжет
Щоб позбутися рекетирів, які очікують біля виходу з готелю, валютна повія вправно влаштовує виставу з перевдяганням і дуже вдало знаходить провідника.

## У ролях
- Геннадій Сидоров — головна роль
- Лариса Саділова — головна роль
- Іван Бірюков — роль другого плану
- Раїса Сазонова — роль другого плану
- Юрій Крючков — роль другого плану
- Павло Лебешев — роль другого плану
- Микола Гаро — роль другого плану

## Знімальна група
- Режисер — Геннадій Сидоров
- Сценарист — Геннадій Сидоров
- Оператор — Павло Лебешев
- Композитор — Артемій Артем'єв
- Художник — Олександр Самулекін